# الساندرو جنتیل
الساندرو جنتیل (انگلیسی: Alessandro Gentile؛ زادهٔ ۱۲ نوامبر ۱۹۹۲) بازیکن بسکتبال اهل ایتالیا است.
از باشگاه‌هایی که در آن بازی کرده‌است می‌توان به یونیورسو ترویزو و باشگاه بسکتبال پاناتینایکوس اشاره کرد.
وی در مسابقات کشوری و بین‌المللی در مجموع برندهٔ ۱ مدال نقره شده‌است.